# Rally Grupo B
O Grupo B do esporte de Rally foi introduzido pela FIA (Federação internacional de Automobilismo) em 1982 como substituto para o Grupo 4 (carros de turismo modificados) e Grupo 5 (carros protótipo de turismo).

## História

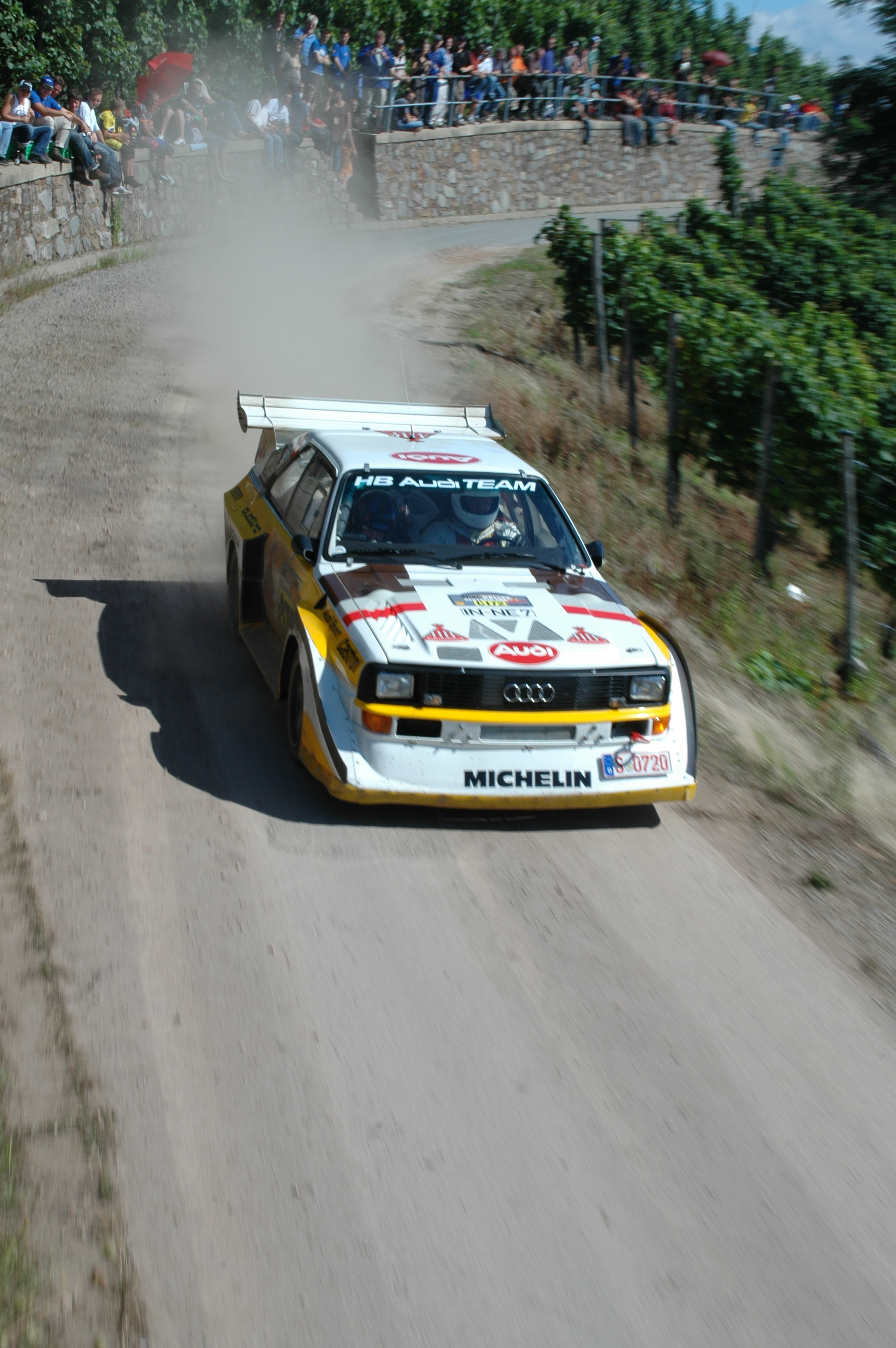
Audi Quattro S1, do Grupo B

Para o Grupo A havia uma série de requisitos para se poder homologar um carro, como produção mínima de 5000 carros (linha de produção), limite máximo de potência, limite mínimo de peso, com tecnologia permitida e um custo total.
Ao contrário disso, o Grupo B tinha poucas limitações na tecnologia dos carros, no projeto e no número dos carros requeridos para a homologação do modelo. O peso não era restrito, materiais de alta tecnologia eram permitidos e não havia limite máximo de potência dos carros. A categoria foi muito visada pelos fabricantes de carros prometendo vitórias e oportunidades subsequentes de fazer publicidade sem precisar existir um modelo de produção.
O Grupo B foi inicialmente um conceito de muito sucesso, com muitos fabricantes juntando-se ao Campeonato Mundial de Rally, aumentando o número de espectadores. Mas o custo para competir cresceu muito rápido, e a performance dos carros aumentou ainda mais, resultando em vários acidentes fatais. Como consequência, o Grupo B foi infelizmente cancelado e banido no fim de 1986 em Portugal, e as regras do grupo A ficaram como padrão para todos os carros daquela época.
Nos anos seguintes os carros do Grupo B continuaram correndo em uma categoria chamada de Campeonato Europeu de Rallycross, com carros como MG Metro 6R4 e o Ford RS200, competindo até o fim de 1992. Para 1993, a FIA substituiu os carros do Grupo B com protótipos que deveriam ser baseados nas regras do grupo A, mas mantendo o espírito do Grupo B, com baixo peso, tração nas quatro rodas, alta pressão do turbo e quantidades desconcertadas de potência. Hoje em dia, no Rallycross os carros cumprem um regulamento com um peso mínimo e, no caso de motores turbo-comprimidos, têm um restritor de 45mm.

## Carros

### Grupo B

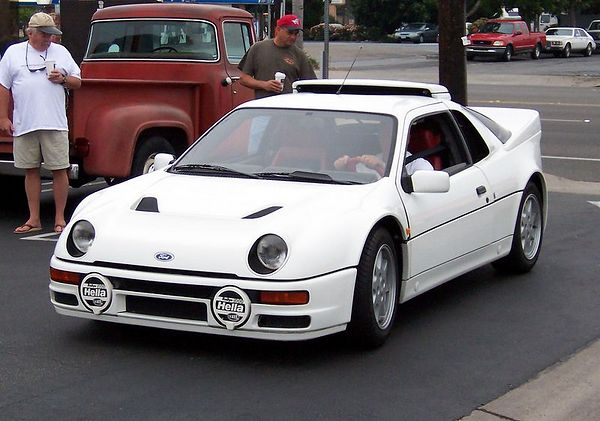
Ford RS200, do Grupo B.

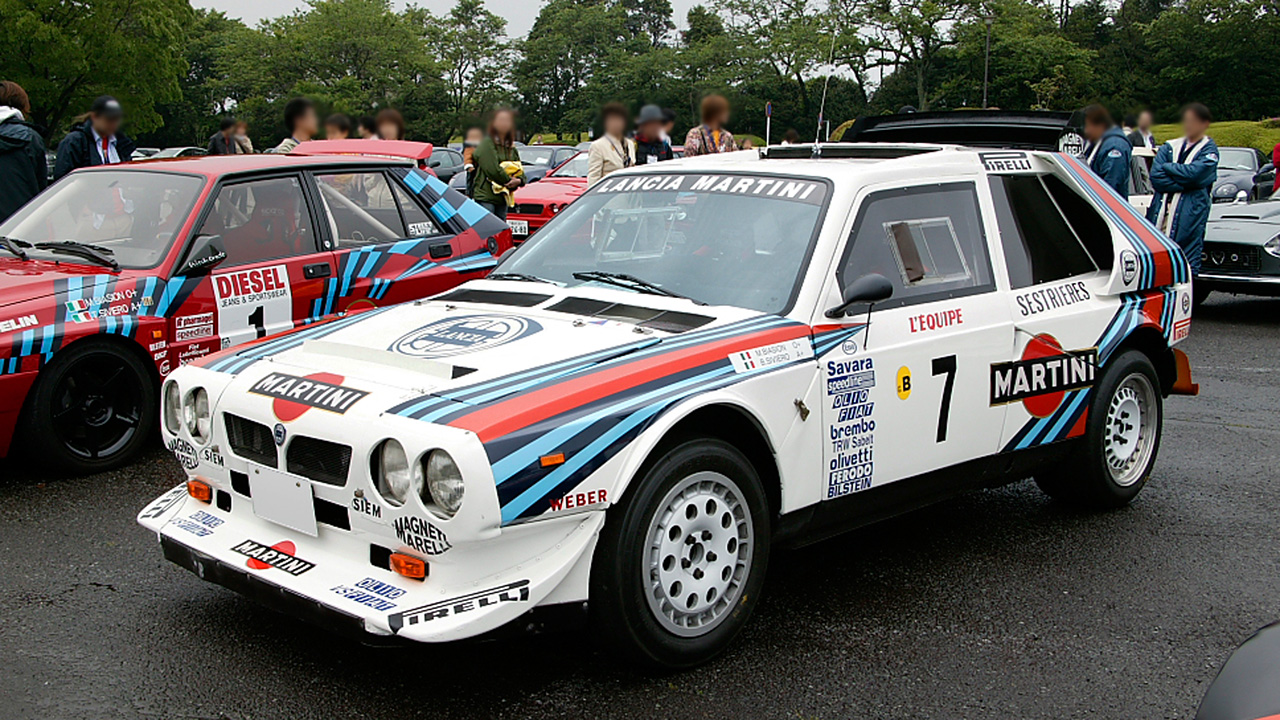
Lancia Delta S4.

- Audi Sport Quattro S1
- Citroën BX 4TC
- Citroën Visa 1000 Pistes
- Ferrari 288 GTO Evoluzione
- Ford RS200
- Ford Escort RS 1700T
- Lada VFTS
- Lancia 037 Rally
- Lancia Delta S4
- MG Metro 6R4
- Mitsubishi Starion 4WD*
- Peugeot 305 V6
- Porsche 911 SC RS
- Porsche 959
- Renault 5 Turbo
- Škoda 130 LR
- Toyota Celica Twin-Cam Turbo
- Mazda RX-7 4x4
- Nissan 240RS
- Opel Manta 400
- Peugeot 205 T16

### Grupo S
- Lancia ECV
- Toyota MR2
- Vauxhall Astra 4S
- Audi Quattro RS002

## Pilotos
- Markku Alen
- Attilio Bettega
- Massimo Biasion
- Stig Blomqvist
- John Buffum
- Juha Kankkunen
- Hannu Mikkola
- Michèle Mouton
- Tony Pond
- Walter Röhrl
- Timo Salonen
- Henri Toivonen
- Ari Vatanen